# 현경고등학교
현경고등학교(玄慶高等學校)는 전라남도 무안군 현경면 외반리에 있었던 공립 고등학교이다.

## 학교 연혁
- 1980년 1월 24일: 설립인가(12학급)
- 1980년 3월 1일: 초대 장정식 교장 부임
- 1980년 3월 12일: 개교
- 2014년 2월 7일: 제32회 80명 졸업(총 3,939명)
- 2014년 3월 1일: 제16대 백성우 교장 부임
- 2015년 3월 1일: 무안고등학교로 통합되어 학교 폐지, 35년만에 폐교

## 참고 자료
- 현경고등학교 - 한국교육학술정보원 학교알리미